# Хедетет
Хедетет (Хедедет) — богиня-скорпіон в давньоєгипетській міфології. Деякими своїми рисами нагадує богиню Селкет, однак у пізніші періоди її об'єднали з богинею Ісідою. Хедетет зображували у вигляді жінки з головою скорпіона, що годує немовля. Про цю богиню є згадки в Книзі Мертвих.